# 고산초등학교 수선분교
고산초등학교 수선분교는 전라북도 완주군 비봉면 눈기러기로 528 (수선리)에 있었던 분교이다.

## 연혁
- 1946년 10월 1일 비봉국민학교 수선분교장 인가
- 1955년 4월 1일 수선국민학교로 승격
- 분교장 격하 (일자 미상)
- 1999년 9월 1일 고산초등학교로 통폐합